# 游楚 (三國)
游楚（2世紀—3世紀），字仲允，游殷之子，馮翊頻陽人，曹魏官吏。

## 生平
建安十六年（西元211年），曹操平定關中，張既推薦游楚為漢興太守。後轉隴西太守。
游楚為人慷慨以恩德為治、不好刑殺、極得人心。太和二年（西元228年）春，諸葛亮率軍出隴右，吏民騷動。天水、南安太守紛紛投降蜀軍，游楚獨守隴西，召官吏人民對他們說：“我對你們無恩德。現在蜀兵來到，諸郡吏民皆響應而投降，這時候大家的榮華富貴就到了。太守本為國家守郡，義在必死，你們可以拿著我的人頭前去投降。”官民皆痛哭說道：“我們和明府您一起生死，絕無二心。”游楚於是與吏民策劃，先作堅守，若漢軍真能攻下西來的魏援，則投降也不遲，於是吏民遂關門守城。南安郡人帶著漢軍攻打隴西，游楚遣長史馬顒出門設陣，自己向來到的漢軍說：「卿能阻斷隴西，使援軍無法前來，一個月內，則隴西吏人不攻自服；卿若不能，只會增加疲勞負擔。」馬顒也擊鼓作勢，漢軍於是退去。後十餘日，援軍進入隴西，諸葛亮撤退。兩郡太守皆獲重刑（包含馬遵），游楚以守城有功封列侯，其下屬長史、掾屬等官員均獲得賞賜。
後為曹叡拜為駙馬都尉。游楚不愛研究學問，而是喜歡陶醉在音樂中，甚至養了一批歌手，也隨身攜帶琵琶、箏、簫等樂器。另外他還喜歡玩樗蒲、投壺。數年後，又出任北地太守，直到七十多歲去世。